# Juice (musikgruppe)
 For alternative betydninger, se Juice (flertydig). (Se også artikler, som begynder med Juice)
Juice var en dansk R&B-gruppe, der blev dannet i 1995 af srilankanske Anne Rani, dansk-japanske Lena Tahara og dansk-guyanske Maria Hamer. Lena Tahara valgte i 1998 at forlade gruppen, og blev erstattet af engelsk-jamaicanske Eve Horne. Bag gruppen stod producerne Carsten "Soulshock", Peter Biker og Kenneth Karlin, der skrev og producerede gruppens to album.
Gruppen markerede sig som en af de første R&B-grupper i Danmark, og debutalbummet Something to Feel fra 1997 solgte 40.000 eksemplarer. Singlerne "Best Days" og "I'll Come Runnin'" gik nummer ét på den danske single-hitliste, og førstenævnte gik ind som nummer 28 på den engelske hitliste. "I'll Come Runnin'" blev i 2002 indspillet af Olivia Newton-John.
I 1998 medvirkede gruppen på julesinglen "Let Love Be Love" sammen med S.O.A.P., Christina Undhjem og Remee. I 1999 udgav Juice deres andet album, Can We Get Personal?. I august 2000 gik gruppen i opløsning. Efterfølgende udgav Maria Hamer i 2003 soloalbummet My Soul på DreamWorks Records i USA.

## Diskografi

### Album
- Something to Feel (udgivet som Juice i USA) (1997)
- Can We Get Personal? (1999)

### Singler
- "Best Days" (1997)
- "I'll Come Runnin'" (1997)
- "Down for Your Love" (1997)
- "Let Love Be Love" (med S.O.A.P., Christina Undhjem og Remee) (1999)
- "Do It For U" (1999)
- "Not in Love" (1999)
- "My Love" (2000)